# Hexaplex stainforthi
Hexaplex stainforthi, vetenskapligt beskriven först av Reeve 1843, är en snäcka i släktet Hexaplex inom familjen purpursnäckor. 

## Utseende
Snäckskalen blir omkring 3,5 till 7,5 cm lång. Arten går att hitta i nordvästra Australien och Moluckerna.